# 内布拉斯加酸
内布拉斯加酸（英語：Nebraskanic acid）是一种24碳的羟基化的单不饱和脂肪酸，化学名：(7R,15Z,18R)-7,18-二羟基二十四碳-15-烯酸（(7R,15Z,18R)-7,18-dihydroxytetracosa-15-monoenoic acid），和武汉酸共同提取自诸葛菜属（Orychophragmus）植物。